# II Marine Expeditionary Force
La II Marine Expeditionary Force (II MEF) est une Marine Expeditionary Force (MAGTF) de l'United States Marine Corps. Elle participa à la guerre d'Irak.